# (79) Eurynomé
Pour les articles homonymes, voir Eurynomé.
(79) Eurynomé (désignation internationale (79) Eurynome) est un astéroïde de la ceinture principale découvert par James Craig Watson le 14 septembre 1863.

## Compléments